# Sheffield Shield 2011/12
Der Sheffield Shield 2011/12 war die 119. Saison des nationalen First-Class-Cricket-Wettbewerbes in Australien. Gewinner war  Queensland, die somit ihren siebten Sheffield Shield gewannen.

## Format
Die Mannschaften spielten in einer Division gegen jede andere jeweils zwei Spiele. Für einen Sieg erhielt ein Team zunächst 6 Punkte, für ein Unentschieden (beide Mannschaften erzielen die gleiche Anzahl an Runs) 3 Punkte. Sollte kein Ergebnis erreicht werden und das Spiel in einem Remis enden zählen die Resultate nach dem ersten Innings. Dabei gibt es zwei Punkte für einen Sieg, und einen Punkt im Falle eines Unentschiedens und keinen im Falle einer Niederlage. Sollte das Spiel nach dem zweiten Innings verloren werden, obwohl das erste Innings gewonnen wurde gibt es zwei Punkte. Des Weiteren ist es möglich das Mannschaften Punkte abgezogen bekommen, wenn sie beispielsweise zu langsam spielen oder der Platz nicht ordnungsgemäß hergerichtet ist. Bei Punktgleichheit wird die Platzierung zuerst nach der Anzahl der Siege und anschließend nach dem Quotient der Runs die Pro Wickets benötigt werden und die man selbst pro Wicket erzielt.  Am Ende der Saison spielen die beiden Gruppenersten im Finale den Gewinner des Sheffield Shields aus.

## Resultate
Tabelle
Die Tabelle der Saison nahm am Ende die nachfolgende Gestalt an.
| Teams             | Sp. | S | N | U | R | LWF | DWF | DTF | DLF | ND | Ded | Punkte | Q     |
| ----------------- | --- | - | - | - | - | --- | --- | --- | --- | -- | --- | ------ | ----- |
| Queensland        | 10  | 6 | 2 | 0 | 0 | 0   | 0   | 0   | 2   | 0  | 0   | 36     | 1.167 |
| Tasmanien         | 10  | 5 | 2 | 0 | 0 | 1   | 2   | 0   | 0   | 0  | 0   | 36     | 1.198 |
| Victoria          | 10  | 5 | 2 | 0 | 0 | 1   | 2   | 0   | 0   | 0  | 0   | 36     | 1.164 |
| Western Australia | 10  | 5 | 3 | 0 | 0 | 1   | 1   | 0   | 0   | 0  | 0   | 34     | 1.176 |
| New South Wales   | 10  | 1 | 3 | 0 | 0 | 1   | 2   | 0   | 3   | 0  | 0   | 12     | 0.773 |
| South Australia   | 10  | 0 | 6 | 0 | 0 | 0   | 1   | 0   | 3   | 0  | 0   | 2      | 0.624 |

### Spiele

#### Oktober
| 11. – 14. Oktober Scorecard | Brisbane | Queensland 355 (108.5) & 243-9d (81) | – | Victoria 298 (105.3) & 234 (77.3) |
|                             |          | Queensland gewinnt mit 66 Runs       |   |                                   |

| 11. – 14. Oktober Scorecard | Perth | Western Australia 176 (53) & 437-4d (150) | – | Tasmanien 206 (56.4) & 382 (105.1) |
|                             |       | Western Australia gewinnt mit 25 Runs     |   |                                    |

| 17. – 20. Oktober Scorecard | Adelaide | South Australia 478-9d (133) | – | New South Wales 255 (78) & 402-5 (137.4) (f/o) |
|                             |          | Remis                        |   |                                                |

| 25. – 28. Oktober Scorecard | Sydney | New South Wales 201 (74.2) & 433-7 (116) | – | Victoria 427 (120.1) |
|                             |        | Remis                                    |   |                      |

| 25. – 27. Oktober Scorecard | Brisbane | Queensland 287 (94.5)                            | – | Tasmanien 129 (49.5) & 130 (59.4) (f/o) |
|                             |          | Queensland gewinnt mit einem Innings und 28 Runs |   |                                         |

| 25. – 28. Oktober Scorecard | Adelaide | Western Australia 335 (109.4) & 242-7d (83) | – | South Australia 225 (79.1) & 119-9 (76) |
|                             |          | Remis                                       |   |                                         |

#### November
| 1. – 4. November Scorecard | Perth | Queensland 273 (72) & 341-9d (104.3) | – | Western Australia 221 (65.1) & 201 (62.1) |
|                            |       | Queensland gewinnt mit 192 Runs      |   |                                           |

| 4. – 7. November Scorecard | Melbourne | Victoria 362 (122.1) & 190 (58.5) | – | Tasmanien 235 (92.2) & 262 (100.2) |
|                            |           | Victoria gewinnt mit 55 Runs      |   |                                    |

| 6. – 9. November Scorecard | Sydney | New South Wales 474-6d (117.1) | – | South Australia 266 (86) & 373-5 (115) (f/o) |
|                            |        | Remis                          |   |                                              |

| 11. – 14. November Scorecard | Melbourne | Victoria 301 (87.1) & 278 (87)          | – | Western Australia 218 (80) & 363-5 (106.5) |
|                              |           | Western Australia gewinnt mit 5 Wickets |   |                                            |

| 15. – 18. November Scorecard | Melbourne | Tasmanien 361 (116) & 300-2d (87) | – | South Australia 260 (87.3) & 219 (78.5) |
|                              |           | Tasmanien gewinnt mit 182 Runs    |   |                                         |

| 15. – 18. November Scorecard | Brisbane | Queensland 282 (85) & 218 (87.5) | – | New South Wales 277 (90.2) & 209 (57) |
|                              |          | Queensland gewinnt mit 14 Runs   |   |                                       |

| 22. – 25. November Scorecard | Melbourne | Tasmanien 217 (84.2) & 288 (77) | – | Victoria 94 (38.3) & 318 (112.1) |
|                              |           | Tasmanien gewinnt mit 93 Runs   |   |                                  |

| 25. – 28. November Scorecard | Sydney | Western Australia 150 (60.5) & 365 (114.4) | – | New South Wales 441-6d (118.5) & 78-4 (13.2) |
|                              |        | New South Wales gewinnt mit 6 Wickets      |   |                                              |

| 25. – 28. November Scorecard | Adelaide | South Australia 349-9d (114.4) & 260-9d (54) | – | Queensland 350-3d (120.4) & 260-6 (61.3) |
|                              |          | Queensland gewinnt mit 4 Wickets             |   |                                          |

#### Dezember
| 2. – 5. Dezember Scorecard | Melbourne | Victoria 498-7d (128.4) & 196-3d (38) | – | Queensland 295 (104.2) & 399-9 (107) |
|                            |           | Remis                                 |   |                                      |

| 5. – 8. Dezember Scorecard | Perth | South Australia 93 (38) & 289 (113.4)    | – | Western Australia 368 (99.4) & 16-0 (5.2) |
|                            |       | Western Australia gewinnt mit 10 Wickets |   |                                           |

| 6. – 9. Dezember Scorecard | Canberra | Tasmanien 392 (128.3) & 272-0d (54) | – | New South Wales 264 (98.5) & 292-8 (100) |
|                            |          | Remis                               |   |                                          |

#### Februar
Im Januar fanden auf Grund der Big Bash League 2011/12 keine Spiele statt.
| 2. – 5. Februar Scorecard | Adelaide | Victoria 437 (118.4) & 231-4d (45.1) | – | South Australia 224 (81.3) & 258 (80.2) |
|                           |          | Victoria gewinnt mit 186 Runs        |   |                                         |

| 6. – 9. Februar Scorecard | Hobart | New South Wales 341 (86) & 150-9d (51.3) | – | Tasmanien 345-7d (102) & 150-4 (43.2) |
|                           |        | Tasmanien gewinnt mit 6 Wickets          |   |                                       |

| 6. – 9. Februar Scorecard | Brisbane | Queensland 251 (107.4) & 175 (61.3)    | – | Western Australia 359 (109.3) & 68-9 (19.5) |
|                           |          | Western Australia gewinnt mit 1 Wicket |   |                                             |

| 13. – 15. Februar Scorecard | Melbourne | Victoria 220 (62.1) & 181 (56) | – | South Australia 100 (42) & 267 (84) |
|                             |           | Victoria gewinnt mit 34 Runs   |   |                                     |

| 17. – 20. Februar Scorecard | Hobart | Queensland 205 (69) & 215 (65.2) | – | Tasmanien 260 (78) & 163-2 (43.1) |
|                             |        | Tasmanien gewinnt mit 8 Wickets  |   |                                   |

| 17. – 19. Februar Scorecard | Perth | New South Wales 91 (44.2) & 146 (51.3)               | – | Western Australia 560-3d (171) |
|                             |       | Western Australia gewinnt einem Innings und 323 Runs |   |                                |

| 29. Februar – 3. März Scorecard | Adelaide | South Australia 126 (49.3) & 421-2 (139) | – | Tasmanien 399 (118.2) |
|                                 |          | Remis                                    |   |                       |

#### März
| 1. – 4. März Scorecard | Sydney | New South Wales 269 (91.1) & 15-0 (6) | – | Queensland 236 (78.3) |
|                        |        | Remis                                 |   |                       |

| 1. – 4. März Scorecard | Perth | Victoria 277 (101.4) & 390-8d (103) | – | Western Australia 301 (76.2) & 154 (42.5) |
|                        |       | Victoria gewinnt mit 212 Runs       |   |                                           |

| 8. – 10. März Scorecard | Hobart | Western Australia 142 (58.5) & 241 (84.2) | – | Tasmanien 363 (117.2) & 21-2 (6.5) |
|                         |        | Tasmanien gewinnt mit 8 Wickets           |   |                                    |

| 8. – 10. März Scorecard | Brisbane | South Australia 162 (71.3) & 103 (64.4)          | – | Queensland 356 (102) |
|                         |          | Queensland gewinnt mit einem Innings und 91 Runs |   |                      |

| 8. – 10. März Scorecard | Melbourne | New South Wales 208 (82.4) & 212 (60.4) | – | Victoria 185 (59.5) & 236-5 (53.5) |
|                         |           | Victoria gewinnt mit 5 Wickets          |   |                                    |

### Finale
| 16. – 19. März Scorecard | Brisbane | Tasmanien 241 (107.5) & 167 (64) | – | Queensland 276 (83.1) & 133-7 (62.1) |
|                          |          | Queensland gewinnt mit 3 Wickets |   |                                      |